# IV edició dels Premis Sur
Els guanyadors de la 4a edició dels Premis Sur que van ser lliurats en la cerimònia realitzada 15 de desembre de 2009 al Complex Cultural Cine Teatro 25 de Mayo de la ciutat de Buenos Aires presentada per Axel Kutchevasky són els següents:

## Premis
- Millor Pel·lícula de Ficció: El secreto de sus ojos de Juan José Campanella
- Millor Pel·lícula Documental: Mundo alas de León Gieco, Sebastián Schindel i Fernando Molnar
- Millor Opera Prima: El asaltante de Pablo Fendrik
- Millor Direcció: Juan José Campanella per El secreto de sus ojos
- Millor Actriu Protagònica: Soledad Villamil per El secreto de sus ojos
- Millor Actor Protagònic: Ricardo Darín per El secreto de sus ojos
- Millor Actriu de Repartiment: Leonor Manso per Anita
- Millor Actor de Repartiment: Guillermo Francella per El secreto de sus ojos
- Millor Actriu Revelació: "Emme" Mariela Vitale per El niño pez
- Millor Actor Revelació: José Luis Gioia per El secreto de sus ojos
- Millor Guió Original: Mariano Llinás per Historias extraordinarias
- Millor Guió Adaptat:Eduardo Sacheri i Juan José Campanella, sobre la novel·la d’Eduardo Sacheri La Pregunta de sus ojos
- Millor Fotografia: Félix "Chango" Monti per El secreto de sus ojos
- Millor Muntatge: Juan José Campanella per El secreto de sus ojos
- Millor Direcció d’Art: Marcelo Pont per El secreto de sus ojos
- Millor Disseny de Vestuari: Beatriz Di Benedetto per Felicitas
- Millor Música Original: Federico Jusid per El secreto de sus ojos
- Millor So: José Luis Díaz per El secreto de sus ojos
- Millor Pel·lícula Estrangera: Entre les murs de Laurent Cantet
- Millor Maquillatge i caracterització: Alex Mathews i Lucila Robirosa per El secreto de sus ojos